# Commerce de la fourrure en Nouvelle-France
 (signalé en août 2025).
Si vous disposez d'ouvrages ou d'articles de référence ou si vous connaissez des sites web de qualité traitant du thème abordé ici, merci de compléter l'article en donnant les références utiles à sa vérifiabilité et en les liant à la section « Notes et références ».
- Archive Wikiwix
- Bing
- Cairn
- DuckDuckGo
- E. Universalis
- Gallica
- Google
- G. Books
- G. News
- G. Scholar
- Persée
- Qwant
- (zh) Baidu
- (ru) Yandex
- (wd) trouver des œuvres sur Wikidata

Pendant environ 200 ans, la fourrure a été la ressource la plus importante de la Nouvelle-France et ensuite de la province de Québec. Certains peuples amérindiens devinrent dépendants du commerce des fourrures. Mais, au tournant des années 1800, les conditions ont changé.  Le commerce des fourrures entra dans un certain déclin. La demande étant moins forte en Europe, les prix chutèrent sur le marché.  Pendant ce temps, ici, on devait aller chercher la fourrure de plus en plus loin, ce qui augmentait les coûts de transport. De plus, la compagnie de la Baie d'Hudson et la compagnie du Nord-Ouest se livraient une concurrence féroce pendant ces années. Ils utilisaient la fourrure pour faire des haut-de-forme.
En 1821, la compagnie de la Baie d'Hudson absorba la compagnie du Nord-Ouest. Dorénavant, la fourrure sortit surtout par la baie d'Hudson ce qui fit que Montréal, longtemps le centre par excellence de cette activité, fut à peu près écarté de ce commerce. La fourrure devint de plus en plus une activité marginale, loin derrière le bois et le blé.

## Début du commerce des fourrures
Après les voyages de Jacques Cartier, entre 1534 et 1542, la France se désintéresse du Canada. Cela n'empêche pas les pêcheurs, surtout des Basques et des Bretons, de continuer à venir pêcher la morue dans la région de Terre-Neuve.  Le poisson est une denrée très en demande dans cette Europe très catholique qui jeûne environ un tiers de l'année, soit pendant le carême, le temps de l'Avent et la veille des nombreuses fêtes d'obligation. Le poisson a donc une place de choix dans le menu des Européens à cette époque.
Les pêcheurs ont deux techniques de conservation pour la morue.  Ils pouvaient la saler au fond de la cale ou dans des barils et s'en retourner le plus vite possible en France.  On appelle «morue verte», la morue conservée de cette façon. Mais puisque le sel est assez dispendieux, on faisait souvent sécher la morue sur les côtes avant d'appareiller pour l'Europe. Comme ce processus demande un certain temps, les morutiers, installés dans des campements saisonniers, ont le loisir de rencontrer des Amérindiens et d'échanger avec eux.  Il y a un produit qui intéresse particulièrement les Autochtones, le fer. Ils convoitent tous les articles en métal des Européens. En échange, ils offrent des fourrures et particulièrement celle du castor dont le poil est très prisé pour la fabrication du feutre pour les chapeaux.  La fourrure procure donc un revenu d'appoint important pour les pêcheurs. Ce commerce prend tellement d'ampleur qu'à la fin du XVIe et au début du XVIIe siècle, des compagnies de commerce des fourrures se formeront. Cela raviva l'intérêt pour le Canada.
Mais le commerce des fourrures implique une installation permanente pour être le plus efficace possible.  Il y aura donc des premières tentatives d'établissements permanents en Acadie puis dans la vallée du Saint-Laurent.  Il est donc juste de dire que ce sont les pêcheurs qui ont dévoilé cette richesse à l'Europe et que c'est cette richesse qui a été la cause du début l'établissement permanent des Français dans la vallée du Saint-Laurent et en Acadie.  La fourrure demeurera la ressource la plus importante du Canada pendant 200 ans. Lui succédera le commerce du bois carré début XIXe siècle.